# Zasloužilý navigátor Ruské federace
Zasloužilý navigátor Ruské federace (rusky Заслуженный штурман Российской Федерации) je čestný titul Ruské federace založený roku 1995. Udílen je za zásluhy civilním  navigátorům.

## Historie
Toto vyznamenání bylo zřízeno dekretem prezidenta Ruské federace č. 1341 O zřízení čestných titulů Ruské federace,  schválení ustanovení o čestných titulech a popisu odznaku pro čestné tituly Ruské federace ze dne 30. prosince 1995. Status vyznamenání byl upraven dekretem prezidenta Ruské federace č. 1099 O opatřeních ke zlepšení systému státních vyznamenání Ruské federace ze dne 7. září 2010.

## Pravidla udílení
Čestný titul Zasloužilý navigátor Ruské federace se udílí navigátorům v civilním letectví za zásluhy o zvládnutí moderní letecké techniky s využitím nejmodernějších metod letecké navigace, za vysoké výkony při výcviku a vzdělávání leteckého personálu a těm, kteří nalétali minimálně 10 tisíc hodin bez nehody. Zpravidla se udílí za předpokladu, že nominovaná osoba již obdržela jiné resortní vyznamenání.
Čestný titul se udílí dekrety prezidenta Ruské federace na základně kladného vyřízení nominace na udělení vyznamenání.

## Popis odznaku
Odznaky všech čestných titulů Ruské federace mají jednotný vzhled, který se pouze mírně liší. Odznak je vyroben ze stříbra. Je vysoký 40 mm a široký 30 mm. Má tvar oválného věnce tvořeného vavřínovými a dubovými větvičkami. Dole jsou větvičky zkřížené a svázané stužkou. V horní části odznaku na vrcholu věnce je státní znak Ruské federace. Uprostřed je kartuše s názvem čestného titulu v cyrilici Заслуженный штурман.